# Moors Murders
Moors Murders var ett antal mord som utfördes av Ian Brady och Myra Hindley mellan juli 1963 och oktober 1965, i och runt det som nu heter Greater Manchester i Storbritannien. 
Offren var fem barn mellan 10 och 17 år gamla. Pauline Reade, John Kilbride, Keith Bennett, Lesley Ann Downey och Edward Evans. Minst fyra av dem hade utnyttjats sexuellt. Morden kallas Moors murders (hedmorden) eftersom två av offren hittades i gravar som fanns på Saddleworth Moor. En tredje grav upptäcktes på heden år 1987, över 20 år efter rättegången mot Brady och Hindley 1966. Det fjärde offret, Keith Bennett, misstänks också vara begravd där. Trots upprepade sökningar i området har man ännu inte hittat Bennett (2010). 
Polisen kände inledningsvis bara till tre mord, de på Edward Evans, Lesley Ann Downey, och John Kilbride. Undersökningen återupptogs 1985, sedan Brady i pressen erkänt morden på Pauline Reade och Keith Bennett. Brady och Hindley fördes separat till Saddleworth Moor för att bistå polisen i deras sökande efter gravarna, då de erkände ytterligare mord.
Hindley, beskriven i pressen som den mest ondskefulla kvinnan i Storbritannien, överklagade sitt livstidsstraff flera gånger och hävdade att hon var omvänd och inte längre en fara för samhället, men hon släpptes aldrig. Hon dog 2002 vid 60 års ålder. Brady förklarades kriminellt sinnessjuk år 1985 och satt internerad på högsäkerhetsanstalten Ashworth fram till sin död. Han klargjorde att han aldrig vill släppas och bad upprepade gånger om att han skulle få dö. Brady avled den 15 maj 2017, 79 år gammal.
Morden, som rapporterats i nästan varje engelskspråkig tidning i världen, var ett resultat av vad Malcolm MacCulloch, professor i rättspsykiatri vid Cardiff University hävdar, en så kallad sammanslagning av omständigheter, som samlade en ung kvinna med en tuff personlighet, som lärt sig att dela ut och ta emot våld från tidig ålder och en  sexuellt sadistisk psykopat.
Manchester-bandet The Smiths har skrivit en låt om morden som heter Suffer Little Children. Även det engelska punkbandet Crass har skrivit en sång som delvis handlade om Myra Hindley
TV-serien See No Evil: The Moors Murders baseras på händelserna.